# Mandibulo-faziale Dysostose-Mikrozephalie-Syndrom
Das Mandibulo-faziale Dysostose-Mikrozephalie-Syndrom (MFDM) ist eine sehr seltene angeborene Erkrankung mit den Hauptmerkmalen Kleinwuchs, Intelligenzminderung,  mandibulo-faziale Dysostose, Mikrozephalie und Gaumenspalte.
Synonyme sind:  englisch Mandibulofacial Dysostosis, Guion-Almeida Type; Mfdga;  Mandibulofacial Dysostosis With Microcephaly; Growth And Mental Retardation, Mandibulofacial Dysostosis, Microcephaly, And Cleft Palate
Die Namensbezeichnung bezieht sich auf den Erstautor der Erstbeschreibung aus dem Jahre 2000 durch die brasilianische Humangenetikerin  Maria Leine Guion-Almeida und Mitarbeiter.

## Verbreitung
Die Häufigkeit wird mit unter 1 zu 1.000.000 angegeben, bislang wurden nur wenige Kinder beschrieben. Die Vererbung erfolgt autosomal-dominant.

## Ursache
Der Erkrankung liegen Mutationen im EFTUD2-Gen im Chromosom 17 am Genort q21.31 zugrunde.

## Klinische Erscheinungen
Klinische Kriterien sind:
- Manifestation Kleinkindalter
- mandibulo-faziale Dysostose mit Oberkieferhypoplasie, prominente Glabella, breite Nasenwurzel, häufig Gesichtsasymmetrie
- Mikrozephalie, Minderwuchs
- geistige Behinderung, stark verzögerter Sprechbeginn
- Ohrmuschelfehlbildungen
- Ösophagusatresie, Tracheo-ösophageale Fistel

## Differentialdiagnose
Abzugrenzen sind:
- Treacher-Collins-Syndrom
- Nager-Syndrom
- CHARGE-Syndrom
- Diamond-Blackfan-Syndrom
- Kraniofaziale Mikrosomie
- Akrofaziale Dysostose AFD Typ Genee-Wiedemann